# Ephemerum namaquense
Ephemerum namaquense är en bladmossart som beskrevs av Robert Earle Magill 1987. Ephemerum namaquense ingår i släktet dagmossor, och familjen Ephemeraceae. Inga underarter finns listade i Catalogue of Life.